# Лукий
Луки́й — мужское русское личное имя латинского происхождения; восходит к лат. Lucius (Луций) — распространённому в античную эпоху личному имени (см. преномен), образовавшемуся от lux («свет»; родительный падеж — lucis). В древнеримской мифологии Луций — традиционный эпитет Марса.
Женское парное имя — Лукия. После Октябрьской революции встречалась модернизированная форма имени — Лю́ций (и его женский вариант — Люция), которое трактовалось также как усечение от слова «революция».

## Именины
Православные именины (даты приводятся по григорианскому календарю):
- 3 марта, 27 августа, 2 сентября, 23 сентября

Католические именины:
- 4 марта, 22 апреля, 6 мая, 12 июля, 19 октября, 3 декабря